# پاوو لونکیلا
پاوو لونکیلا (انگلیسی: Paavo Lonkila; ۱۱ ژانویهٔ ۱۹۲۳ – ۲۲ سپتامبر ۲۰۱۷) اسکی‌باز اسکی صحرانوردی اهل فنلاند بود.
وی در مسابقات کشوری و بین‌المللی در مجموع برندهٔ ۱ مدال طلا، ۱ مدال نقره، ۱ مدال برنز شده‌است.